# 蜘蛛宇宙系列
《蜘蛛宇宙》（英語：Spider-Verse）是一系列由哥倫比亞影業和索尼動畫與漫威娛樂聯合製作的美國超級英雄電腦動畫跨媒體製作。該系列的電影根據漫威漫畫旗下角色改編，並設置在圍繞蜘蛛人有關的多重宇宙「蜘蛛宇宙」之中。該系列的第一部作品為2018年電影《蜘蛛人：新宇宙》。

## 電影
| 電影                     | 美國上映日期   | 導演                                         | 編劇                                    | 製片人                                                                | 狀態   |
| ------------------------ | -------------- | -------------------------------------------- | --------------------------------------- | --------------------------------------------------------------------- | ------ |
| 《蜘蛛人：新宇宙》       | 2018年12月14日 | 鮑伯·培斯奇提 彼得·拉姆齊 羅德尼·羅斯曼      | 菲爾·洛德 羅德尼·羅斯曼                 | 阿維·阿拉德 艾米·帕斯卡 菲爾·洛德 克里斯多福·米勒 克里斯蒂娜·史丹柏格 | 已上映 |
| 《蜘蛛人：穿越新宇宙》   | 2023年6月2日   | 瓦昆·杜斯·山托斯 肯普·包沃斯 賈斯汀·K·湯普森 | 大衛·卡拉哈姆 菲爾·洛德 克里斯多福·米勒 | 艾米·帕斯卡 菲爾·洛德 克里斯多福·米勒 阿維·阿拉德 克里斯蒂娜·史丹柏格 | 已上映 |
| 《蜘蛛人：超越新宇宙》   | 2027年6月4日   | 瓦昆·杜斯·山托斯 肯普·包沃斯 賈斯汀·K·湯普森 | 大衛·卡拉哈姆 菲爾·洛德 克里斯多福·米勒 | 艾米·帕斯卡 菲爾·洛德 克里斯多福·米勒 阿維·阿拉德 克里斯蒂娜·史丹柏格 | 製作中 |
| 未命名《女蜘蛛人》電影   | 待定           | 勞倫·蒙哥馬利                                | 貝克·史密斯                             | - 艾米·帕斯卡 - 菲爾·洛德 - 克里斯多福·米勒 - 阿維·阿拉德             | 開發中 |
| 未命名《龐克蜘蛛人》電影 | 待定           | 待定                                         | - 丹尼爾·卡盧亞 - 阿瓊·辛格             | - 艾米·帕斯卡 - 菲爾·洛德 - 克里斯多福·米勒 - 阿維·阿拉德             | 開發中 |

### 《蜘蛛人：新宇宙》（2018）
2014年11月，在索尼影業遭黑客攻擊之後，當時索尼影視娛樂的聯合董事長艾米·帕斯卡和主席道格·貝爾格勒之間的電子郵件被泄露，揭示了索尼正計劃製作一部蜘蛛人動畫電影，並由菲爾·洛德與克里斯多福·米勒開發。2015年4月，索尼的主席湯姆·羅斯曼宣布由洛德、米勒、阿維·阿拉德、馬特·托爾馬赫和帕斯卡共同製作一部蜘蛛人動畫電影，而洛德和米勒亦為該片撰寫劇本。2016年6月，宣佈由鮑伯·培斯奇提執導。2017年1月，彼得·拉姆齊加盟作為聯合導演之一，並透露劇情將著重於麥爾斯·莫拉雷斯版本的蜘蛛人。同年2月，宣佈克里斯蒂娜·史丹柏格替代托爾馬赫成為製片人之一。4月，宣佈沙梅克·摩爾為主角麥爾斯·莫拉雷斯配音。同年12月，宣佈正式片名為《蜘蛛人：新宇宙》（Spider-Man: Into the Spider-Verse），確認片中將出現多名蜘蛛人角色，而羅德尼·羅斯曼加盟作為聯合導演之一。
《蜘蛛人：新宇宙》最終於2018年12月14日在美國上映。

### 《蜘蛛人：穿越新宇宙》（2023）
2018年11月底，在《蜘蛛人：新宇宙》開始發行前，索尼動畫已經開始為《蜘蛛人：新宇宙》的續集進行開發工作。劇情將繼續圍繞著麥爾斯·莫拉雷斯。該片由瓦昆·杜斯·山托斯執導，大衛·卡拉哈姆撰寫劇本，帕斯卡回歸擔任製片人。2018年12月，帕斯卡透露該片將著重於麥爾斯和「女蜘蛛人」關·史黛西之間的愛情故事。2019年11月，索尼宣佈該片定於2022年4月8日上映，而洛德和米勒回歸擔任製片人之一。製作於2020年6月正式開始。
《蜘蛛人：穿越新宇宙》於2023年6月2日在美國上映。

### 《蜘蛛人：超越新宇宙》（2027）
2021年12月，洛德和米勒透露，由於《蜘蛛人：新宇宙》的續集的故事過於龐大而需要拆分成兩部電影，《蜘蛛人：穿越新宇宙（下）》目前正在製作中，當時預計將於2023年上映。2022年4月，宣佈續集正式片名為《Spider-Man: Beyond the Spider-Verse》，並定於2024年3月29日上映。2023年7月宣布延期上映，新檔期未定。

### 未定名《女蜘蛛人》電影
2018年11月底，索尼動畫在《蜘蛛人：新宇宙》開始發行前已經開始為一部蜘蛛人的衍生電影進行開發工作。故事將著重於三個不同世代的女蜘蛛人身上。該片由貝克·史密斯撰寫劇本，帕斯卡擔任製片人，而勞倫·蒙哥馬利為執導電影進行洽談。同年12月，帕斯卡確認片中將出現「女蜘蛛人」關·史黛西、「蛛絲」辛蒂·姆恩和「女蜘蛛人」潔西卡·德魯。

### 未定名《龐克蜘蛛人》電影
2025年8月，據報導一部以龐克蜘蛛人為主角的衍生電影正在早期開發中，丹尼爾·卡盧亞和阿瓊·辛格共同編寫劇本，卡盧亞亦有望回歸聲演該角色。

## 配音員和角色
| 角色                         | 《蜘蛛人：新宇宙》 （2018） | 《蜘蛛人：穿越新宇宙》 （2023） | 《蜘蛛人：超越新宇宙》 （2024） |
| ---------------------------- | --------------------------- | ------------------------------- | ------------------------------- |
| 邁爾斯·摩拉斯 蜘蛛人         | 沙梅克·摩爾                 | 沙梅克·摩爾                     | 沙梅克·摩爾                     |
| 彼得·B·帕克 蜘蛛人           | 傑克·約翰森                 | 傑克·約翰森                     | 待公布                          |
| 關·史黛西 女蜘蛛人           | 海莉·史坦菲德               | 海莉·史坦菲德                   | 海莉·史坦菲德                   |
| 米蓋爾·歐哈拉 蜘蛛人2099     | 奧斯卡·伊薩克               | 奧斯卡·伊薩克                   | 待公布                          |
| 彼得·帕克 蜘蛛人             | 克里斯·潘恩                 |                                 |                                 |
| 彼得·豬客 豬豬人             | 約翰·穆蘭尼                 | 約翰·穆蘭尼C                    | 待公布                          |
| 彼得·帕克 暗影蜘蛛人         | 尼可拉斯·凱吉               | 尼可拉斯·凱吉C                  | 待公布                          |
| 潘妮·帕克 蜘蛛機甲戰士       | 姬米可·葛倫                 | 姬米可·葛倫C                    | 待公布                          |
| 梅·帕克                      | 莉莉·湯姆琳                 |                                 |                                 |
| 傑佛遜·戴維斯                | 布萊恩·泰瑞·亨利            | 布萊恩·泰瑞·亨利                | 待公布                          |
| 里歐·莫拉雷斯                | 蘿倫·維萊斯                 | 蘿倫·維萊斯                     | 待公布                          |
| 亞倫·戴維斯 潛行者           | 馬赫夏拉·阿里               | 馬赫夏拉·阿里                   |                                 |
| 威爾遜·菲斯克 金霸王         | 李佛·薛伯                   |                                 |                                 |
| 奧莉薇亞·奧克塔維斯 八爪博士 | 凱薩琳·哈恩                 |                                 |                                 |
| 諾曼·奧斯朋 綠惡魔           | 喬瑪·塔科內                 |                                 |                                 |
| 墓碑                         | 馬文·瓊斯三世               |                                 |                                 |
| 蠍子人                       | 喬昆·柯西諾                 |                                 |                                 |
| 瑪莉·珍·華生                 | 柔伊·克拉維茲               |                                 |                                 |
| 凡妮莎·菲斯克                | 蕾克·貝爾                   |                                 |                                 |
| 斑點                         |                             | 傑森·薛茲曼                     | 傑森·薛茲曼                     |
| 潔西卡·德魯 女蜘蛛人         |                             | 伊莎·蕾                         | 待公布                          |
| 霍巴特·布朗 龐克蜘蛛人       |                             | 丹尼爾·卡盧亞                   | 丹尼爾·卡盧亞                   |
| 帕維特·普拉哈卡 印度蜘蛛人   |                             | 卡蘭·索尼                       | 卡蘭·索尼                       |
| 瑪戈·凱斯 蜘蛛位元           |                             | 雅蔓德拉·史坦柏                 | 待公布                          |
| 班·萊利 緋紅蜘蛛             |                             | 安迪·山伯格                     |                                 |
| 喬治·史黛西                  |                             | 希亞·溫漢                       | 待公布                          |
| 亞德里安·圖姆斯 禿鷹         |                             | 喬瑪·塔科內                     |                                 |
| 邁爾斯·G·摩拉斯 潛行者       |                             | 賈雷爾·傑羅姆                   | 賈雷爾·傑羅姆                   |
| 亞倫·戴維斯 （42號宇宙）     |                             | 馬赫夏拉·阿里                   | 待公布                          |

## 迴響

### 票房成績
| 電影               | 美國上映日期   | 票房收入     | 票房收入     | 票房收入     | 預算       | 參     |
| 電影               | 美國上映日期   | 北美         | 北美之外     | 全球         | 預算       | 參     |
| ------------------ | -------------- | ------------ | ------------ | ------------ | ---------- | ------ |
| 《蜘蛛人：新宇宙》 | 2018年12月14日 | $190,241,310 | $185,299,521 | $375,540,831 | 9000萬美元 | [ 25 ] |

### 評價
| 電影               | 爛番茄           | Metacritic     |
| ------------------ | ---------------- | -------------- |
| 《蜘蛛人：新宇宙》 | 97%（375篇評論） | 87（50篇評論） |

## 短片

### 《豬豬人：受困火腿中》（2019）
《豬豬人：受困火腿中》於2019年2月26日收錄於《蜘蛛人：新宇宙》的DVD中。

## 電視影集
在《蜘蛛人：新宇宙》上映後，索尼影視娛樂計劃開發一部《蜘蛛人：新宇宙》的衍生動畫電視影集，該劇將著重於電影中的各個角色。2019年4月，洛德和米勒與索尼影業電視簽訂了為期五年的協議，與索尼動畫合作製作漫威動畫電視影集，其中包括一個基於《蜘蛛人：新宇宙》的潛在電視影集。

## 外部連結
- 互联网电影数据库（IMDb）上《蜘蛛人：新宇宙》的资料（英文）
- 互联网电影数据库（IMDb）上《蜘蛛人：穿越新宇宙》的资料（英文）
- 互联网电影数据库（IMDb）上《蜘蛛人：超越新宇宙》的资料（英文）
- 互联网电影数据库（IMDb）上《豬豬人：受困火腿中》的资料（英文）